# 휴먼 (영화)
휴먼(Human)은 프랑스에서 제작된 얀 아르튀스-베르트랑 감독의 2015년 다큐멘터리 영화이다. 유엔 본부의 1,000명의 관객 앞에서 초연된 최초의 영화이며, 여기에는 유엔 사무총장 반기문이 포함되었다.
영화의 확장판이 유튜브를 통해 세 부분으로 나뉘어 무료로 공식 공개되었다.